# Elias Viljanen
Elias "E.Vil" Viljanen (nascut el 8 de juliol de 1975) és un músic finlandès, conegut per ser el guitarrista de la banda de power metal Sonata Arctica des del 2007. Viljanen es va unir a Sonata Arctica la primavera del 2007 per a reemplaçar a Jani Liimatainen, qui va deixar la banda l'agost d'aquell mateix any degut als seus "deures civils". La decisió ja esmentada es va fer oficial el 8 d'agost del 2007, però per llavors Elias ja era conegut per reemplaçar a Jani en els concerts de primavera i estiu durant la gira del CD Unia.
Viljanen cita a Rush, Whitesnake, Kiss, AC/DC, Saxon, Blind Guardian, Artillery, Slayer, Mägo de Oz, i Megadeth com a les seves grans influències musicals. La Guitarra que toca a la imatge és una Ibanez Jem.
Viljanen també té una banda de Metall simfònic, anomenada "Evil". Els seus integrants són: Tinke Niemistö : Segona Guitarra; Mikko Siren : Bateria; Henrik Klingenberg: Teclat (Teclatista de Sonata Arctica); Jari Kainulainen : Bajo; i Elias "E.Vil" Viljanen : Guitarra Principal

## Discografia

### Àlbums
- Grandiose (1999) (Twilight Lamp)[1]
- Taking the Lead (2002)
- The Leadstar (2005)
- Fire-Hearted(2009)
- The Days of Grays(2009) (Sonata Arctica)